# Regionale
(it) Regionale (pouvant être traduit par le terme « Régional » en français, terme utilisé officiellement dans la région bilingue de la Vallée d'Aoste) désigne une catégorie de trains régionaux italiens. Ceux-ci sont indiqués sur les horaires par le sigle R.
Les trains régionaux circulent dans la plupart des cas dans la même région, ou exceptionnellement des régions voisines.

## Histoire
La catégorie de train Regionale a été introduite par les Ferrovie dello Stato Italiane lors du changement d'horaire du 23 mai 1993, remplaçant le terme Treno Locale.
Le décret législatif du 19 novembre 1997, n. 422, confie aux régions italiennes des responsabilités vis-à-vis des transports publics régionaux, dont les dessertes ferroviaires régionales, conformément à l'article 4, paragraphe 4 de la loi no 59. Devenu un domaine de compétence exclusive des régions à la suite de la réforme de l'article 5 de la constitution de la République italienne, celles-ci ont commencé à stipuler des contrats de services à partir de 2001 avec lesquels elles s'engagent à financer les entreprises ferroviaires au regard de l'offre convenue. L’État italien, en revanche, ne gère plus que les services de longue distance, réputés d'utilité publique.
Avec la mise en service de l'horaire d'hiver de 2007, les catégories de trains Interrégional et Direct ont été fusionnées avec la catégorie Regionale.
Avec l'entrée en vigueur de l'horaire 2011, le 12 décembre 2010, la catégorie Regionale Veloce a été introduite, reprenant pour l'essentiel les dessertes des ex-trains interrégionaux.

## Description

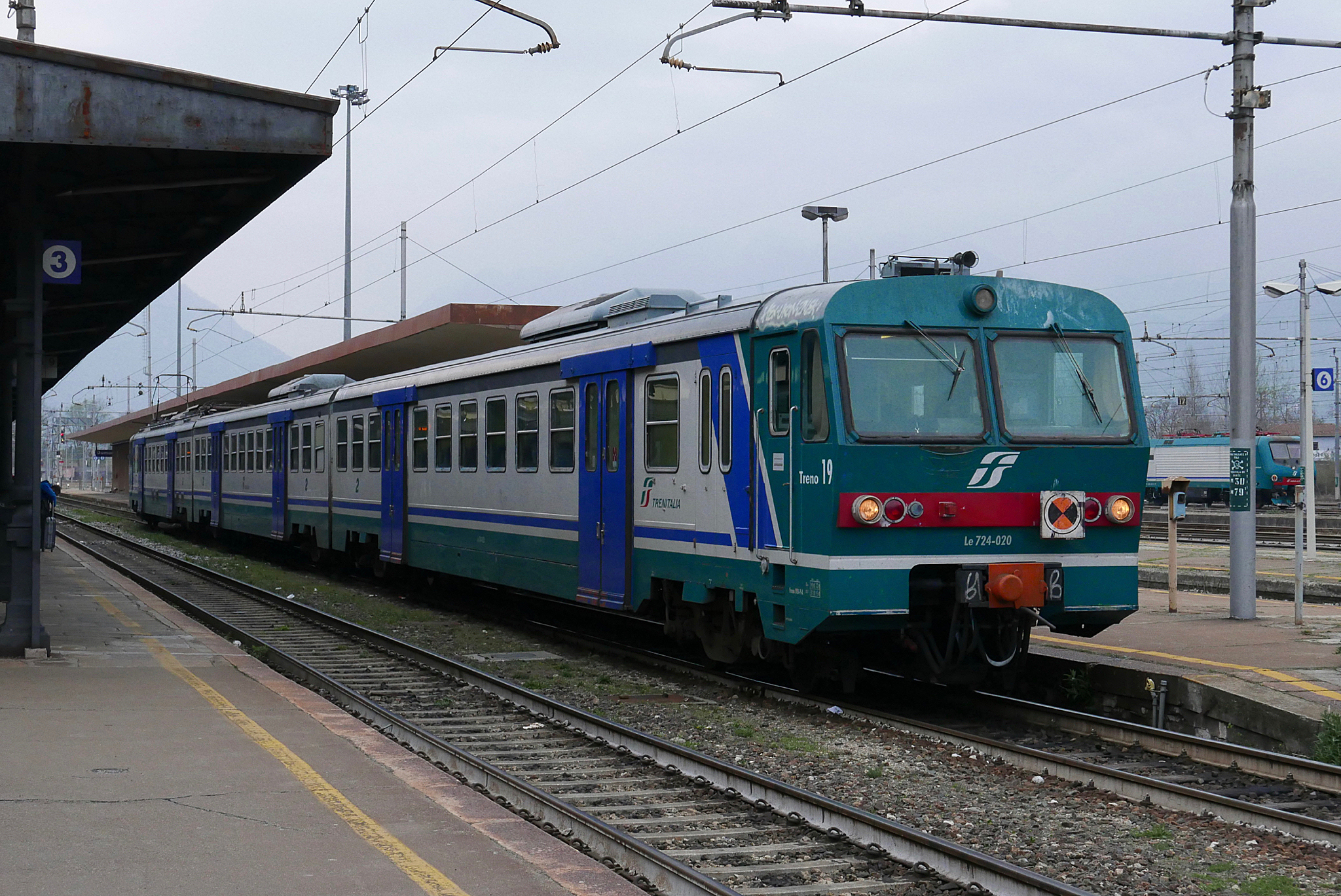
Train régional Trenitalia assuré par un autorail FS ALe 724 en gare de Domodossola.

Les trains Regionale desservent généralement toutes les gares situées sur leur itinéraire à l'exclusion, dans certains cas, des arrêts les moins importants. Sur les lignes les plus fréquentées, ils peuvent être exploités à l'aide de rames composées de 5 à 10 voitures voyageurs à un étage, ou de 2 à 7 voitures voyageurs à deux étages.